# Biseksualnost
Biseksualnost je fizička, seksualna, emocionalna i duhovna privlačnost prema osobama različitog i istog spola.
Biseksualnost je seksualna orijentacija, jednako kao i heteroseksualnost i homoseksualnost. 
Biseksualac/Biseksualka je i seksualni identitet biseksualnih osoba. 
- Seksualni identitet proizlazi iz seksualnosti. Podrazumijeva vlastitu kreaciju, opisivanje ili prihvaćanje raznih identiteta koji su dio kao takvi važan segment cjelokupnog psihološkog i društvenog života čovjeka. Njihov temelj je seksualna orijentacija, odnosno seksualnost osobe. Lezbijka, gej, biseksualac, biseksualka, transrodna osoba, transseksualac, transseksualka, interseksualna osoba, interseksualac, interseksualka, queer, gender queer, boi, strejt, str8, hetero, heteroseksualac, heteroseksualka, itd. Sve su to samo neki od mogućih seksualnih identitetâ. U kriranju ili prihvaćanju seksualnih identiteta osoba se poziva na pravo na samodefiniranje – pravo osobe da sama definira svoj identitet (svoje identitete) i sebe kao osobu, te pravo na samoidentifikaciju – pravo osobe da sama identificira svoj identitet (svoje identitete), te da se ne identificira.

Seksualne i rodne manjine – politički korektnan naziv za osobe seksualnog identiteta (odnosno seksualne orijentacije), rodnog identiteta i rodnog izražavanja koje istupaju iz trenutno društveno prihvatljivih normi. Biseksualnost je "seksualna manjina". 
Krovni termin za sve ove identitete jest: LGBTIQ, ova skraćenica je složena od sljedećih riječi: Lezbijke, Gejevi, Biseksualne, Transrodne, Interseksualne i Queer osobe.